# Lincolnzee
De Lincolnzee (Engels: Lincoln Sea) is als randzee een onderdeel van de Noordelijke IJszee. De zee ligt ten noorden van Groenland. De Straat Nares, de noordelijkste uitloper van de Baffinbaai, mondt uit in de Lincolnzee. De zee strekt zich naar het westen uit tot aan Kaap Morris Jesup met daar ten oosten van de Wandelzee. Het ijs op de Lincolnzee behoort met gemiddeld 15 meter tot het dikste zee-ijs ter wereld. De zee is nagenoeg het hele jaar door bevroren en is genoemd naar Robert Todd Lincoln (1843-1926), voormalig Amerikaans minister van defensie en zoon van Abraham Lincoln.